# Helsingborgsexpressen

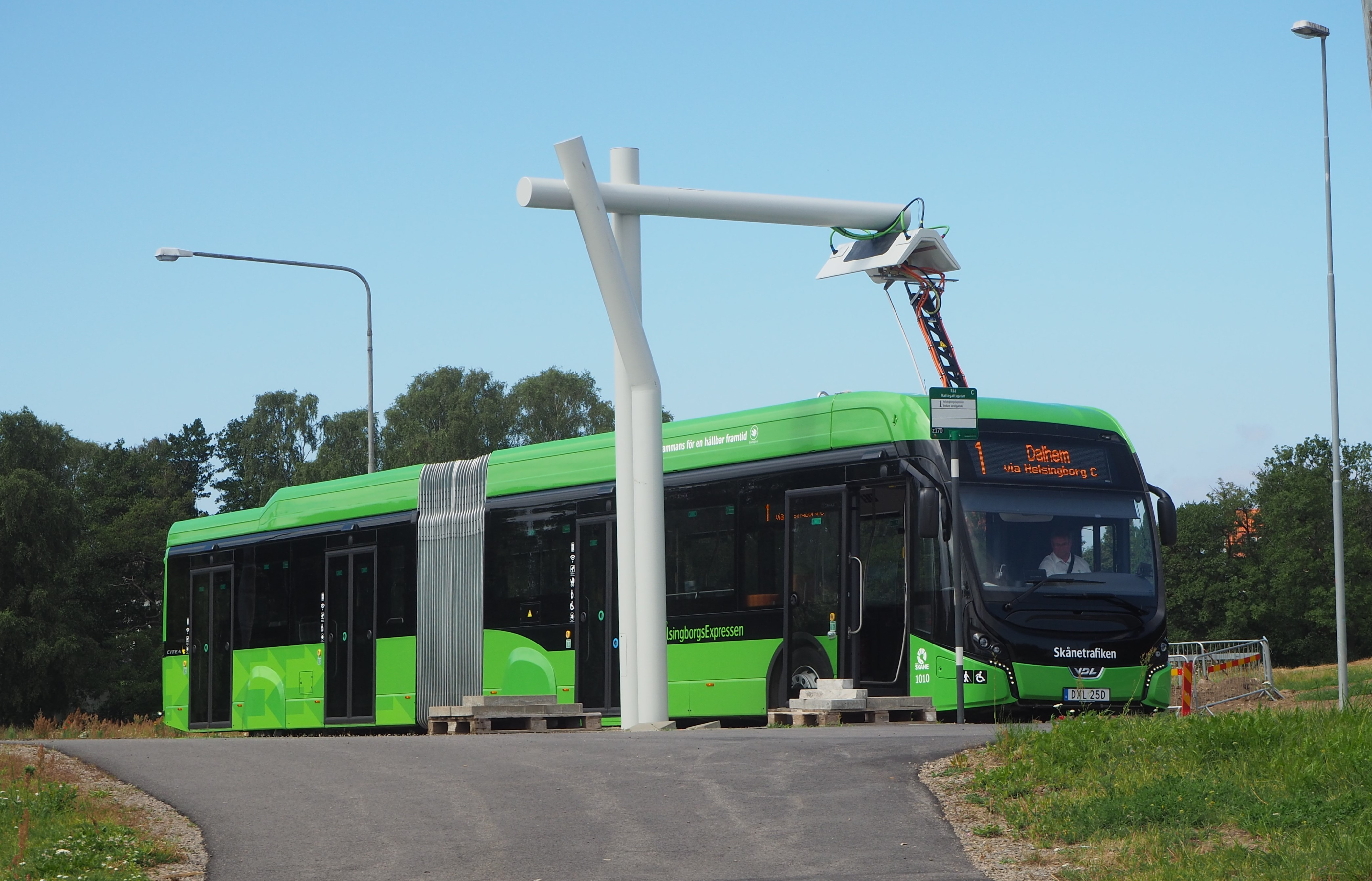
Helsingborgsexpressen linje 1 vid laddningsstationen på Råå

HelsingborgsExpressen är namnet på Skånetrafikens stombussar i Helsingborg, för linjer med högt passagerarantal. Den första linjen började trafikeras 2019, och den andra linjen började trafikeras i juni 2025. En tredje linje är planerad med förväntad trafikstart i 2027.

## Befintliga linjer
| Linjenummer | Linje                                                                                           | Antal hållplatser |
| ----------- | ----------------------------------------------------------------------------------------------- | ----------------- |
| 1           | Dalhem – Drottninghög – Stattena – Centrum – Söder – Planteringen – Högasten – Råå              | 21                |
| 2           | Kungshult – Maria station – Stattena – Centrum – Söder – Närlunda – Gustavslund – Östra Ramlösa | 24                |

### HelsingborgsExpressen 1
Sedan 2019 trafikerar HelsingborgsExpressen linje 1 mellan Råå och Dalhem via Helsingborg C.

### HelsingborgsExpressen 2
HelsingborgsExpressen 2 började trafikeras från juni 2025 mellan Kungshult och Östra Ramlösa via Helsingborg C. 

## Planerade linjer
| Linjenummer | Linje | Antal hållplatser | Förväntas börja trafikeras |
| ----------- | --- | ----------------- | -------------------------- |
| 3           | Adolfsberg/Västergård – Rosengården – Wilson Park – Lasarettet – Helsingborg C – Söder – Gåsebäck – Ramlösa station – Östra Ramlösa |                   | 2027                       |

### HelsingborgsExpressen 3
Trafikstart för HelsingborgsExpressen 3 beräknas till 2027. Sträckan förväntas trafikera Adolfsberg/Västergård till Östra Ramlösa via Helsingborg C och Ramlösa station.
HelsingborgsExpressen 1 trafikeras av batteridrivna ledbussar av modell VDL Citea Low Floor Electric. Bussarna är målade i den limegröna kulör som alla Skånetrafikens stadsbussar har. 
HelsingborgsExpressen 2 kommer trafikeras av 18 meter långa ledbussar av modell Ebusco 3.0 .